# Orthosia grisescens
Orthosia grisescens là một loài bướm đêm trong họ Noctuidae.